# Щебрешин
Щебрешин (пол. Szczebrzeszyn) — місто у східній Польщі, на річці Вепр. Належить до Замойського повіту Люблінського воєводства. Населення — 5 294 (2011).

## Історія
Місто існувало ще в часи Русі. Про це свідчать знахідки поселення десятого століття на Замковому пагорбі. Належало до Галицько-Волинської держави. При розкопках в Успенській церкві знайдено фундаменти першого романського храму ХІІ ст. з напівкруглою апсидою.
Місто також згадане в акті польського короля Казімежа III 1352 р. як «руське місто». З 1366 року — під Польщею, як і вся Холмсько-Белзька земля, якою володів князь Юрій Наримунтович.
За даними етнографічної експедиції 1869—1870 років під керівництвом Павла Чубинського, у місті переважно проживали польськомовні римо-католики, меншою мірою — греко-католики, які також розмовляли польською.
За Берестейським миром 1918 року, знаходилося на кордоні Української держави.
Розпорядженням міністра внутрішніх справ 28 березня 1934 р. територія міста розширена шляхом вилучення з сільської ґміни Сулів фільварку Бодачів і фабричного селища цукроварні Клеменса та приєднання їх до міста.

## Пам'ятки
- Православна церква Успіня Богородиці, збудована у XVI ст. на фундаментах більш ранньої романської споруди. До прийняття унії була православною. Після цього була перебудована в стилі латинської архітектури. В 1938 році була внесена до списку церков, які підлягали знищенню, проте завдяки протестам місцевої інтелігенції вціліла до наших днів. В церкві збереглися оригінальні розписи.

## Населення
Демографічна структура станом на 31 березня 2011 року:
|          | Загалом | Допрацездатний вік | Працездатний вік | Постпрацездатний вік |
| -------- | ------- | ------------------ | ---------------- | -------------------- |
| Чоловіки | 2508    | 482                | 1782             | 244                  |
| Жінки    | 2786    | 475                | 1655             | 656                  |
| Разом    | 5294    | 957                | 3437             | 900                  |

## Цікаві факти
Щебрешин широко відомий у Польщі завдяки популярній скоромовці «W Szczebrzeszynie chrząszcz brzmi w trzcinie, i Szczebrzeszyn z tego słynie» (фрагмент вірша «Хрущ» Яна Бжехви), яка є універсальним тестом на добре володіння польською орфоепією (в українській мові відповідники — слова «паляниця» та «горобець»).

## Відомі люди

### Народилися
- Юзеф Брандт (1841—1915) — польський художник-реаліст.
- Адам Василевський — президент Любліна.
- Пйотр Красний (нар. 1966) — польський історик мистецтва, доктор габілітований.[11]